# Tschechische Akademie der Wissenschaften und Künste

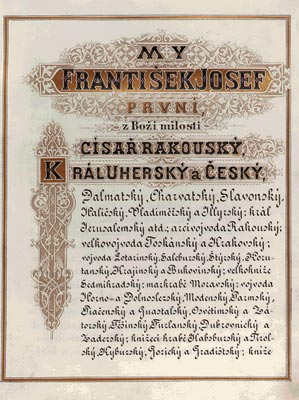
Gründungsdekret des Kaisers

Die  Tschechische Akademie der Wissenschaften und Künste (Česká akademie věd a umění, abgekürzt ČAVU) war eine Gelehrtengesellschaft in Prag, die von 1890 bis 1952 bestand. Ihre heutige Nachfolgeorganisation ist die Akademie der Wissenschaften der Tschechischen Republik.

## Geschichte

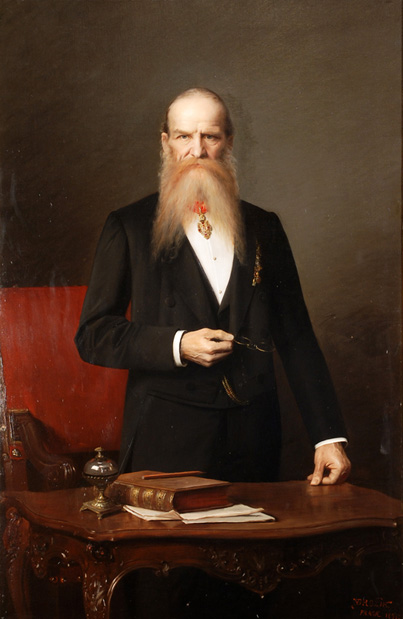
Josef Hlávka, der Begründer der Akademie

Die Gründung der Česká akademie císaře Františka Josefa pro vědy, slovesnost a umění (Tschechische Akademie des Kaisers Franz Joseph für Wissenschaften, Literatur und Künste) am 23. Januar 1890 war das Ergebnis einer langjährigen Bestrebung einiger Protagonisten aus dem böhmischen Landtag, geführt von Josef Hlávka, der zum ersten Präsidenten der Akademie wurde und sie fortan mit großzügigen Spenden unterstützte.
Die Akademie setzte sich zur Aufgabe die Verbreitung der Wissenschaften und der Künste insbesondere unter Berücksichtigung der tschechischen Sprache und der Entwicklung der tschechischen Quellen, vorzugsweise auf dem Gebiet der Wortkunst. Sie versammelte in ihren Reihen die bekanntesten Wissenschaftler, Architekten, Schriftsteller, Komponisten und bildenden Künstler.
Die Akademie teilte sich ursprünglich in vier sogenannte Klassen: 
I. Philosophie, Staats-, Rechts- und Gesellschaftswissenschaften, Geschichte und Archäologie
II. Mathematik, Naturwissenschaften, Medizin und Geographie
III. Philologie
IV. Schrifttum, bildende Kunst, Musik
Mit der Gründung der Tschechoslowakei wurde die Akademie am 10. November 1918 in Česká akademie věd a umění umbenannt und in der Folge umstrukturiert. 1923 wurden auch Frauen zugelassen. Eliška Krásnohorská wurde als erste Frau ordentliches Mitglied.
Die Akademie bestand unter Einschränkungen auch während der deutschen Besatzung zwischen 1939 und 1945. Sie wurde 1952 formal aufgelöst und durch die Verschmelzung mit der Königlichen böhmischen Gesellschaft der Wissenschaften zur Tschechoslowakische Akademie der Wissenschaften, nachdem zuvor einige Abteilungen ausgegliedert und als selbständige Institute etabliert wurden.

## Präsidenten
Die Präsidenten (bzw. Vorsitzenden) der Akademie:
- Josef Hlávka (Vorsitzender) 12. Juli 1890 – 11. März 1908
- Antonín Randa (Vorsitzender) 3. Juli 1908 – 6. Oktober 1914
- Karel Vrba (Vorsitzender) 24. Oktober 1914 – 7. Dezember 1922
- Josef Zubatý (Präsident) 16. Januar 1923 – 21. März 1931
- Josef Bohuslav Foerster (Präsident) 5. Mai 1931 – 25. Januar 1939
- Josef Šusta (Präsident) 25. Januar 1939 – 27. Mai 1945
- Zdeněk Nejedlý (Präsident) 3. Juli 1945 – 1952

## Mitglieder
Siehe Kategorie:Mitglied der Tschechischen Akademie der Wissenschaften und Künste